# Тихоокеански белостранен делфин
Тихоокеанският белостранен делфин (Lagenorhynchus obliquidens) е вид бозайник от семейство Делфинови (Delphinidae).

## Разпространение и местообитание
Разпространен е в Канада, Китай, Мексико, Русия, САЩ, Северна Корея, Южна Корея и Япония.